# Torup (Halsnæs Kommune)
 For alternative betydninger, se Torup. (Se også artikler, som begynder med Torup)
Torup er en landsby i Nordsjælland med 374 indbyggere  (2024), beliggende i Torup Sogn, ca. 7 kilometer øst for Hundested og 5 kilometer nordvest for Frederiksværk. Torup er stationsby på jernbanen mellem Hundested og Frederiksværk, og byens station hedder Dyssekilde Station. Landsbyen tilhører Halsnæs Kommune og er beliggende i Region Hovedstaden.
Landsbyen var oprindeligt hovedbyen på halvøen Halsnæs, formentlig opstået omkring Torup Kirke fra 1100-tallet, der stadig er hovedkirke i Torup Sogn. Senere blev Hundested den klart største by på Halsnæs.
Byen har en brugs, Taraxacum (Økologisk Butik & Helsekost), Restaurant Torup Spisehus, Bageriet Kornsang, et forsamlingshus, eget lægehus, en børnehave, og i 2001 fik byen egen friskole, Halsnæs Lilleskole, hvor der i dag går ca. 190 elever.
Siden midten af 1980'erne har Torup oplevet en kraftig udvikling, særligt i forbindelse med opførelsen af det økologiske landsbysamfund Dyssekilde fra år 1990, samt siden 2019 en ny bæredygtig bydel, Økosamfundet Hvidkilde, hvor 150 voksne og børn i fremtiden skal bo på den gamle Hvidelandsgårds jorder. 100 nye og forskellige bæredygtige boliger bygges af de nye beboere, alene eller i samarbejde med arkitekter og håndværkere.
Torup omegn er præget af landbrug, gårdbutikker. Man finder bl.a. den populære besøgsgård Tothaven Lokal ciderproducent PolyVin, Polyvin begyndte at anlægge vinmarker og plantage i 2022. Byaasgaard, en gård med både Mikrolandbrug & Naturcamping, Engmosegaard Økologisk gårdbutik og Blomsterfællesskabet og senest Jord Naturgård.
Mange andre aktiviteter præger Torup, som blev Årets Landsby i 2019: Musikfestival Himmelstorm, Jazz i Mejeriet, Torup Bogbys Folkeuniversitet, projekt Sykkel, Torup Deleværkssted/ Repair Cafe Kældergalleriet under Brugsen, Torup Marked, Dyssekilde Stationshave. Torup er med i flere nationale og internationale projekter: projekt Deltag (Kulturhusene i Danmark); Varme Zoner (landsbyer med tilflytning); og Smart Rural 21 (EU landdistrikts-udviklings projekt).

## Økosamfundet Dyssekilde
Økologisk Landsbysamfund erhvervede i 1987 Dyssekildegård, aftægtsboligen Villaro samt 13 ha jord, hvoraf de 5 er i byzone. I 1990 byggedes de første huse, og året efter flytter de første beboere ind. Samtidig starter forældrene en børnehave i privat regi, som 1992 bliver en officiel børnehave. Samme år er de første 6 lejeboligheder klar til indflytning, flere kommer til senere.
I 2009 boede der i økosamfundet 53 mænd, 63 kvinder og 62 børn. Der er ca. 25 selvstændige erhvervsdrivende (bl.a. håndværkere, behandlere, kunstnere) samt knap 20 med lokale arbejdspladser på f.eks. skolen, i børnehaven, i bageriet eller i butikken. Derudover arbejder en del andre steder, nogle er pensionister og studerende.